# Haidong
La ville-préfecture de Haidong (chinois : 海东市 ; pinyin : Hǎidōng shì ; litt. « ville à l'Est de la mer », le nom fait référence à l'est du lac Qinghai, le lac de la mer bleue) est une subdivision administrative de la province du Qinghai en Chine.

## Histoire
Sous la dynastie Sui, ce territoire est baptisé la préfecture de Tao (zh) (洮州), son commandant militaire est le général Pei Xingjian (zh) (裴行儉).

## Géographie
Située dans la bordure est de la province du Qinghai, elle est limitrophe de la ville-préfecture de Lanzhou province du Gansu. Elle est située dans la vallée ou coule la rivière Huangshui (zh) (湟水河, huángshuǐ hé) qui se jette dans le fleuve Jaune. L'autoroute Pékin-Tibet suit cette rivière sur son tronçon reliant Lanzhou à Xining. Ces deux voies séparent également Lanzhou au Nord et Haidong au Sud depuis l'embouchure de la Datong (大通河, dàtōng hé) dans la rivière Huangshui.
Sa superficie est de 17 010 km2.

## Démographie
La population de la préfecture était estimée à 1 480 000 habitants en 2004.
| Nom de la nationalité                     | Hans    | Huis    | Tibétains | Tus     | Salars | Mongols | Mandchous | Dongxiangs | Zhuangs | Kazakhs | Autres |
| ----------------------------------------- | ------- | ------- | --------- | ------- | ------ | ------- | --------- | ---------- | ------- | ------- | ------ |
| Population                                | 778 304 | 273 672 | 132 381   | 115 008 | 89 741 | 6 242   | 490       | 459        | 67      | 65      | 416    |
| Proportion par rapport à l'ensemble （%） | 55,72   | 19,59   | 9,48      | 8,23    | 6,42   | 0,45    | 0,04      | 0,03       | 0,00    | 0,00    | 0,03   |
| Proportion parmi les minorités （%）      | ---     | 44,24   | 21,40     | 18,59   | 14,51  | 1,01    | 0,08      | 0,07       | 0,01    | 0,01    | 0,07   |

## Subdivisions administratives
La ville-préfecture de Haidong exerce sa juridiction sur six subdivisions - deux districts et quatre xian autonomes (Hui, Tu et Salar) :
- le district de Ping'an – 平安区, Píng'ān Qu ;
- le district de Ledu – 乐都区, Lèdū Qu ;
- le xian autonome hui et tu de Minhe – 民和回族土族自治县, Mínhé huízú tǔzú Zìzhìxiàn ;
- le xian autonome tu de Huzhu – 互助土族自治县, Hùzhù tǔzú Zìzhìxiàn ;
- le xian autonome hui de Hualong – 化隆回族自治县, Huàlóng huízú Zìzhìxiàn ;
- le xian autonome salar de Xunhua – 循化撒拉族自治县, Xúnhuà sǎlāzú Zìzhìxiàn.

## Patrimoine
- La mosquée Ahetan, située sur le xian autonome hui de Hualong est classée dans la 7e liste des Sites historiques et culturels majeurs protégés au niveau national, pour le Qinghai.
- Le monaster Gönlung Champa, un monastère bouddhiste Gélugpa également protégé par la liste des sites historiques et culturels majeurs protégés au niveau national.

## Personnalités de la commune
- Tondrub Wangben, tibétain, ancien président de l'université centrale des Minorités et vice-ministre de la Commission des affaires ethniques d'État de République populaire de Chine.